# 二澳

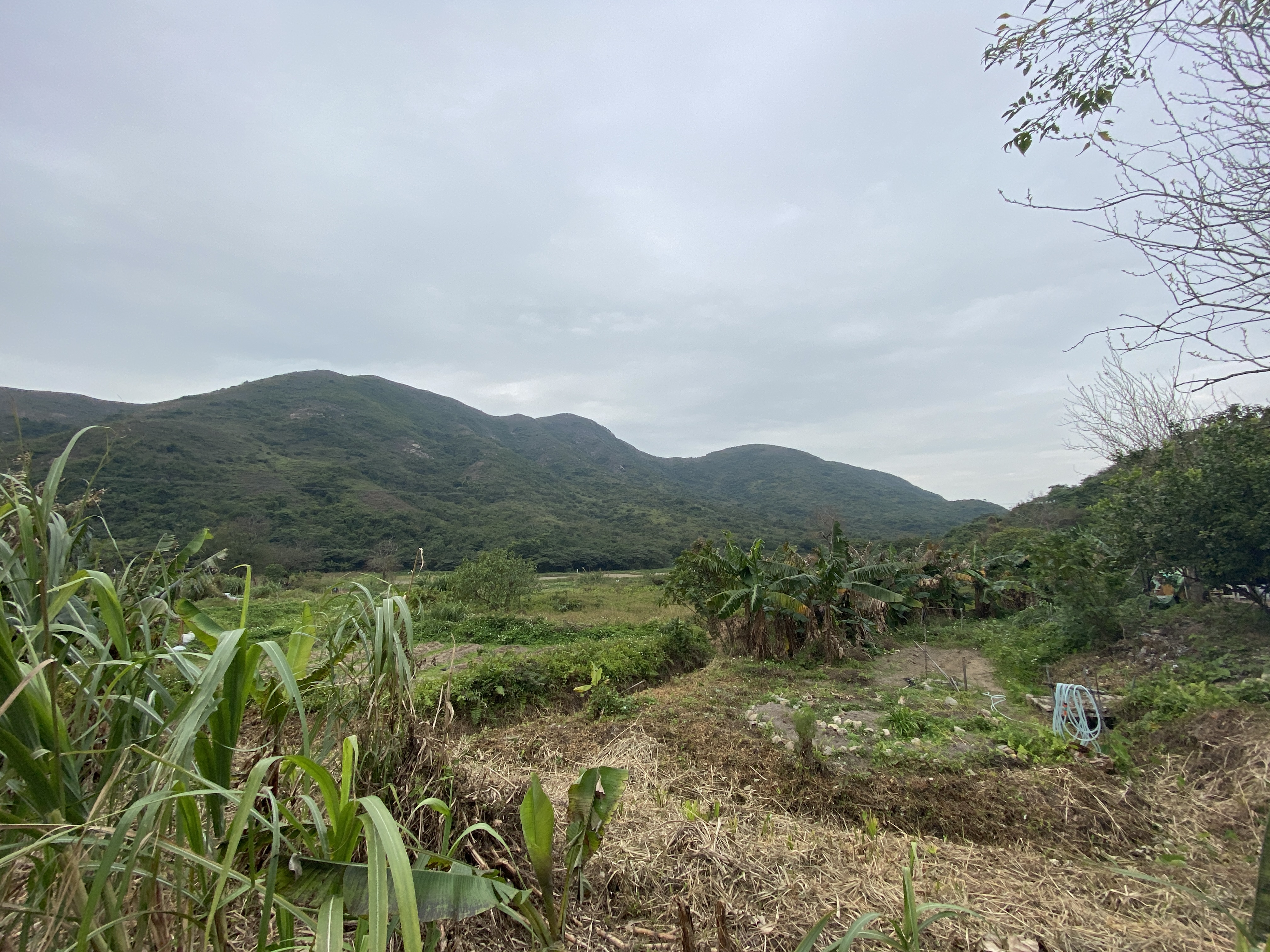
二澳農地

二澳是香港新界大嶼山西北的一個地方，位於大澳之西南，有兩條村落，二澳舊村及二澳新村。此地曾因00年代初封村及封路問題引起公眾關注。

## 歷史
2001年有環保人士到二澳種植紅樹及清除薇甘菊而引起村民不滿，雙方發生爭執。後來二澳村村民與古物諮詢委員會主席林筱魯的安石農業發展有限公司合作進行復耕計劃，卻被環保團體攻擊，村民遂決定封村禁止全民進入該區，過去有行山人士到達村口才發現此路不通，天黑前又不夠時間原路折返，加上村民堅拒放行，最終行山人士要由水警救走，二澳亦被冠以「惡人谷」之名。

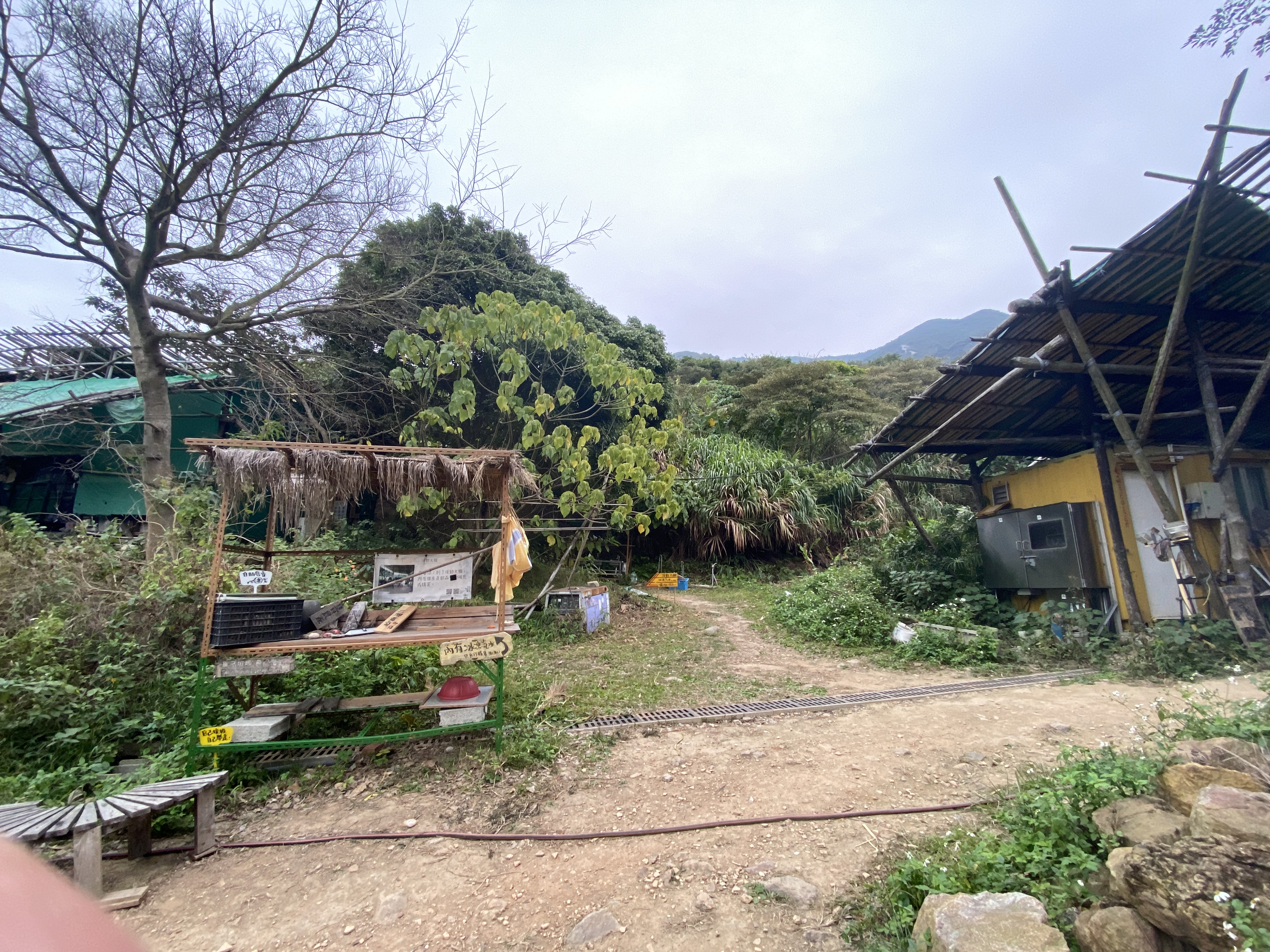
二澳小賣部，販賣當地農產品及飲料等

2013年由二澳村村長及商界人士黃永根發起成立二澳農作社營運至今，正式恢復耕種，面積相等於三個維多利亞公園，稻米就是他們的重要發展項目。二澳農作社營運經理李立航表示，二澳現時約有10畂稻田（約44萬平方呎），全採用有機水稻耕作，平均每畂可生產150公斤穀，經去殼打磨製成白米，於大澳門市及網上發售。

## 設施
二澳水澇漕集水區有「天池」之稱，負責為大澳居民供應食水，近年有遊人到該處嬉水與違法跳潭，區議員擔心會影響食水水質，水務署表示「天池」的食水屬「原來水」及「未處理水」不會直接供給居民，會先收集到濾水廠去除雜質及細菌，並符合世衞標準後才會供給居民使用。

## 交通

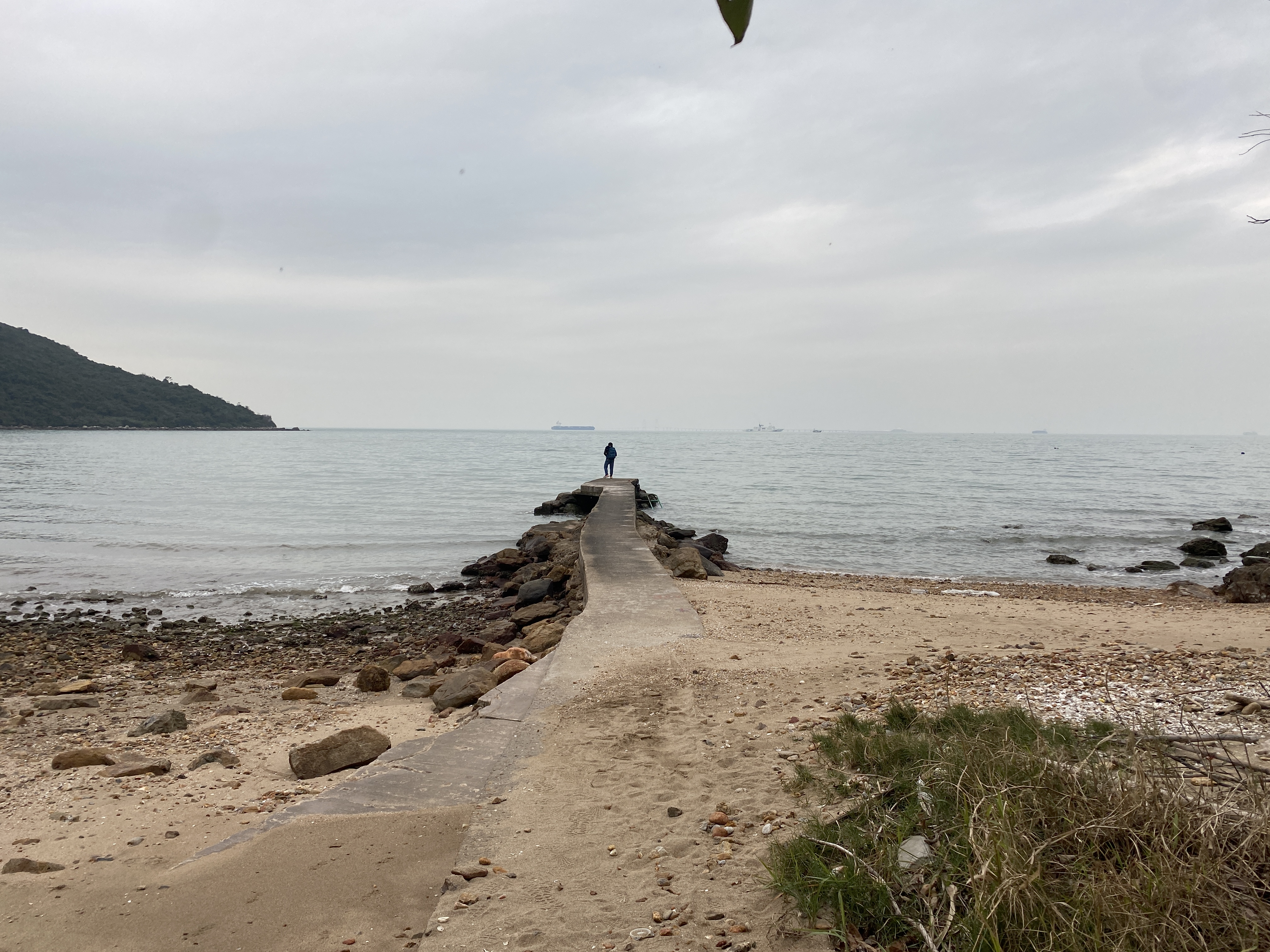
二澳碼頭

二澳對外的交通設施僅有二澳碼頭，該碼頭不設定期船隻，但能電話預約來往大澳及二澳的駁船服務。

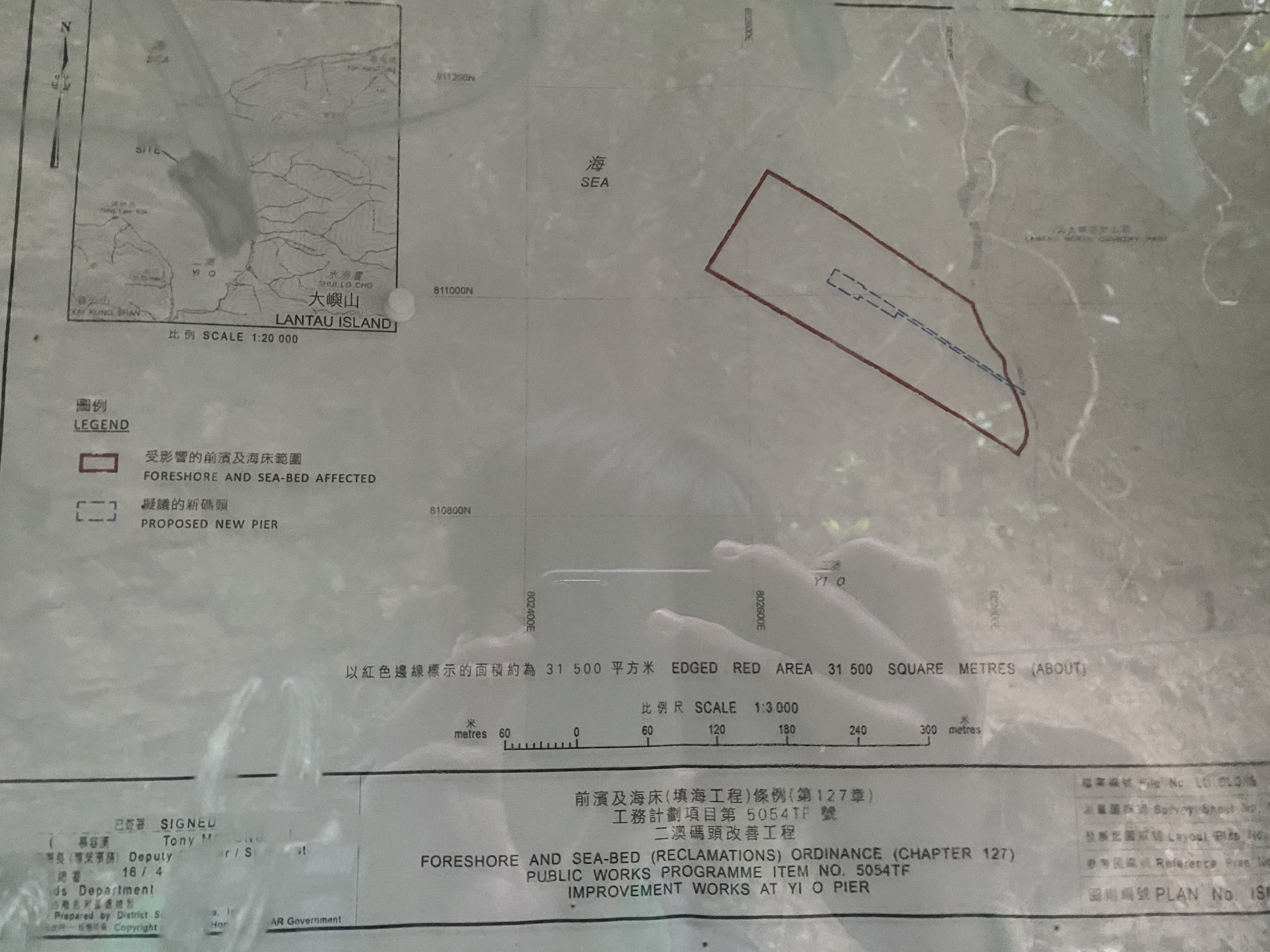
新碼頭之計劃圖

2022年5月24日，政府於立法會發展事務委員會建議興建新二澳碼頭。